# Canhotinho
Canhotinho is een gemeente in de Braziliaanse deelstaat Pernambuco. De gemeente telt 24.847 inwoners (schatting 2009).